# 2008 في النمسا
فيما يلي قوائم الأحداث التي وقعت خلال عام 2008 في النمسا.

## سياسة

### تعيين في المنصب
- 1 يناير – فيرنر فايمان chairman of the Social Democratic Party ‏،عضو المجلس الوطني للنمسا.

### انتهاء فترة المنصب
- 1 يناير – ألكسندر فان دير بيلين Spokesperson of The Greens – The Green Alternative [الإنجليزية]‏.
- 11 أكتوبر – يورج هايدر BZÖ Chairman ‏، governor of Carinthia ‏.
- 2 ديسمبر – فيرنر فايمان Federal Minister for Transport, Innovation and Technology  [لغات أخرى]‏، عضو المجلس الوطني للنمسا.

## رياضة
- 29 يوليو – بطولة أمم أوروبا لكرة القدم 2008 الفائز منتخب إسبانيا لكرة القدم.

## وفيات

### أبريل
- 9 أبريل – دانييلا كليمينشيتس (مواليد 1982) لاعبة كرة مضرب نمساوية.

### يونيو
- 7 يونيو – هورست سكوف (مواليد 1968) لاعب كرة مضرب نمساوي.

### أغسطس
- 11 أغسطس – فريد سينوفاتز (مواليد 1929) سياسي نمساوي.

### أكتوبر
- 5 أكتوبر – فالتر هاومر (مواليد 1928) لاعب كرة قدم نمساوي.
- 11 أكتوبر – يورج هايدر (مواليد 1950) سياسي نمساوي.